# Шатравино
Шатравино (укр. Шатравине) — село, Липоводолинский поселковый совет, Липоводолинский район, Сумская область, Украина.
Население по данным 1984 года составляло 20 человек. Село упразднено в 1991 году.

## Географическое положение
Село Шатравино находится на расстоянии в 3 км от пгт Липовая Долина, в 1-м км — село Легуши. По селу протекает пересыхающий ручей с запрудой.

## История
- 1991 г. — село упразднено[1].